# Wólka Bachańska
Wólka Bachańska – wieś sołecka w Polsce, położona w województwie mazowieckim, w powiecie kozienickim, w gminie Gniewoszów.
| SIMC    | Nazwa     | Rodzaj    |
| ------- | --------- | --------- |
| 0620330 | Kresy     | część wsi |
| 0620346 | Sławin    | część wsi |
| 0620352 | Sokołówka | część wsi |

W latach 1975–1998 miejscowość administracyjnie należała do województwa radomskiego.
Przez miejscowość przebiega droga wojewódzka nr 738.
Wierni kościoła rzymskokatolickiego należą do parafii św. Stanisława w Oleksowie.